# لئو آبرر
لئو آبرر (به انگلیسی: Leo Aberer) (زاده ۲۷ مارس ۱۹۷۸) خواننده ااتریشی است.
وی در یوروویژن ۲۰۱۱ نماینده اتریش بود.